# Siros Hashemzadeh
Siros Hashemzadeh (* 11. Mai 1977) ist ein ehemaliger iranischer Straßenradrennfahrer.
Siros Hashemzadeh wurde 2005 Dritter im Straßenrennen der iranischen Meisterschaft und er belegte den dritten Rang in der Gesamtwertung der Tour of Milad du Nour. Im nächsten Jahr konnte er bei der Tour of Milad du Nour mit seinem Team das Mannschaftszeitfahren gewinnen und er wurde Gesamtzweiter. In der Saison 2007 fuhr Hashemzadeh für das iranische Continental Team Islamic Azad Univercity.

## Erfolge
2006
- eine Etappe Tour of Milad du Nour

## Teams
- 2007 Islamic Azad Univercity